# Juan 1:2
Juan 1:2 es el segundo versículo en el primer capítulo del Evangelio de Juan en el Testamento Nuevo de la Biblia cristiana.

## Contenido
En el griego original según Westcott-Hort este verso es:
Οὗτος ἦν ἐν ἀρχῇ πρὸς τὸν Θεόν.
En la Biblia de Jerusalén el texto lee:
Ella estaba en el principio con Dios.
La Nueva Versión Internacional traduce el pasaje como:
Él estaba con Dios en el principio.

## Análisis
Este versículo parece aludir a Prov. 8:22, "El Señor me poseyó al principio de sus caminos, antes que él hiciera algo, desde el principio". y Génesis 1: 1, "Al principio. . . " El Versículo es continuación directa del anterior y expande la descripción de la Palabra de Dios dando a entender que es eterna.
Este versículo se usa a menudo para refutar el arrianismo, que sostiene que Dios fue creado al principio, mientras que este versículo parece implicar que la palabra (λογος) simplemente existió al principio y, por lo tanto, siempre existió. Lapide pregunta por qué se habla de un comienzo si la palabra (λογος) es eterna y no tiene comienzo. A esto responde, "por la debilidad del intelecto humano, que no es capaz de comprender la eternidad".
Witham señala que aunque el texto tiene "esto (ουτος) estaba en el principio"; el sentido y la construcción ciertamente es, "esta palabra estaba en el principio".

## Comentario de los Padres de la Iglesia
Teófilo de Antioquía 184 d. C. 
Una vez más, para detener cualquier sospecha diabólica, de que el Verbo, por ser Dios, podría haberse rebelado contra su Padre, como la fábula de ciertos gentiles, o, estando separados, se ha convertido en el antagonista del Padre mismo, dice. El mismo era al principio con Dios; es decir, esta Palabra de Dios nunca existió separada de Dios.
Hilario de Poitiers 368 d. C. 
Mientras que él había dicho, el Verbo era Dios, el temor y la extrañeza del discurso me turbaban; habiendo declarado los profetas que Dios era Uno. Pero, para calmar mis aprensiones, el pescador revela el esquema de este misterio tan grande, y se refiere a todos a uno, sin deshonra, sin borrar, sin referencia al tiempo, diciendo: El Mismo era en el principio con Dios; con un solo Dios no engendrado ...
Juan Crisóstomo 407 d. C. 
O, para que no escuchen que en el principio era el Verbo, lo consideren como eterno, pero comprendan que la Vida del Padre tiene algún grado de prioridad, él ha introducido las palabras: El mismo era en el principio con Dios. . Porque Dios nunca fue solo, aparte de Él, sino siempre Dios con Dios. O por cuanto dijo, el Verbo era Dios, para que nadie pudiera pensar que la Divinidad del Hijo es inferior.
Cirilo de Alejandría 444 d. C.
CAPÍTULO IV. Contra los que se atreven a decir que la palabra concebida y natural en Dios Padre es una, y Aquel que es llamado Hijo por las Divinas Escrituras otro: tal es la equivocación del partido de Eunomio. Esto fue al principio con Dios. El evangelista aquí hizo una especie de recapitulación de lo que ya se había dicho antes. Pero agregando la palabra Esto, se lo ve casi llorando en voz alta.
Alcuino de York AD 804 ¿Por qué usa el verbo sustantivo "Era"? Para que entiendas que la Palabra, que es coeterna con Dios Padre, existió antes de todos los tiempos.